# Daira americana
Daira americana is een krabbensoort uit de familie van de Dairidae. De wetenschappelijke naam van de soort is voor het eerst geldig gepubliceerd in 1860 door Stimpson.